# Cap Usas
Le cap Usas  est un cap situé au centre-ouest de l'île d'Angaur dans l'État du même nom aux Palaos.

## Toponymie
Le nom local du cap est Bkul a Usas.

## Géologie
Le littoral du cap est composé de gravats et de calcaire coralliens composé de fragments de corail, de sable et de matériaux fins agglomérés (récent et pléistocène). Les hauteurs du cap sont composées de sable calcaire, de pierres coralliennes et d'un mélange de roches des plages actuelles et anciennes.

## Sources